# Approche environnementale de l'urbanisme
 (août 2010).
Si vous disposez d'ouvrages ou d'articles de référence ou si vous connaissez des sites web de qualité traitant du thème abordé ici, merci de compléter l'article en donnant les références utiles à sa vérifiabilité et en les liant à la section « Notes et références ».
Pour les articles homonymes, voir AEU.

L’approche environnementale de l’urbanisme (AEU) est un outil développé par l’ADEME et la région Nord-Pas-de-Calais pour intégrer les considérations environnementales dans les projets d'aménagement.
C'est une démarche et un outil visant à favoriser l’amélioration de la prise en compte de l’environnement en urbanisme, en particulier pour la création ou révision de PLU ou SCOT.
L'AEU prend méthodiquement en compte les principaux facteurs qui influent sur la qualité des relations entre bâti et environnement : l'eau, les déchets, l'énergie, les transports, le bruit, les paysages, la biodiversité et le climat.
Selon les époques et les acteurs, le signe AEU a pu désigner trois expressions synonymes :
- Analyse Environnementale Urbaine
- Approche Environnementale Urbaine
- Analyse Environnementale de l'urbanisme

## Qu'est-ce que l'AEU
C'est un outil technique d'aide à la décision, destiné aux collectivités pour leur permettre d’identifier et d’évaluer les différents impacts environnementaux de leurs projets de planification urbaine et d’aménagement ainsi que les mesures et les actions à mettre en œuvre pour mieux maîtriser ces impacts, de la conception jusqu’à la réalisation des projets. 
L'AEU peut donc s'appliquer aussi bien dans le cadre d'un projet de ZAC qu'à l'échelle de tout un quartier  devant être réhabilité ou programmé (écoquartier notamment).
Les AEU sont généralement menées par des bureaux d'études. 
L'ADEME, ainsi que d'autres organismes formateurs délivrent une formation sur la méthode à la fois pour les maîtres d'ouvrage et les maitres d'œuvre.

## Contenu
Les thèmes traités au travers de sept items sont :
- choix énergétique ;
- environnement climatique (microclimats, Îlot de chaleur urbain, etc ;
- gestion des flux et modes de déplacements ;
- gestion de l'eau ;
- gestion des déchets ;
- environnement sonore (nuisance sonore, pollution sonore) ;
- gestion restauratoire des espaces verts et de la biodiversité), avec prise en compte sites, sols ou sédiments pollués, friches, séquelles industrielles ou de guerre, etc.

## Mise en œuvre
Il est possible de mettre en œuvre une démarche d'approche environnementale de l'urbanisme à l'aide d'un logiciel, comme le logiciel libre Linea21.